# Ballangen
Ballangen este o comună din provincia Nordland, Norvegia.